# 제17회 대구단편영화제
제17회 대구단편영화제는 2016년 8월 10일에 열린 시상식이다.

## 수상 및 후보

### 대상
- 여름밤 - 이지원 수상

### 우수상
- 몸 값 - 이충현 수상

### 연기상
- 천막 - 이인근 수상
- 천막 - 김경봉 수상
- 천막 - 임재춘 수상

### 촬영상
- 여름밤 - 손진용 수상

### 애플시네마 대상
- 중고, 폴 - 김은영 수상

### 애플시네마 우수상
- 여름잠 - 김수정 수상

### 애플시네마 베스트피칭상
- 홈런 - 권진애 수상

### 국내경쟁
- 몸 값 - 이충현
- 질식 - 박준석
- 내 왼쪽 젖꼭지 - 최기윤
- 할머니와 돼지머리 - 안주영
- 나와 함께 블루스를 - 이한종
- 겨울꿈 - 김태진
- 아무것도 아니지만 - 황지은
- 노이즈 - 임지영
- 동물원 - 김세현
- 면회가는 날 - 방우리
- 아스팔트 - 이상학
- 치욕일기 - 이은정
- 베스트컷 - 최진
- 내동공간(來同空間), 남동공단 - 박군제
- 여름밤 - 이지원
- 아무일도 없었다 - 김민숙
- 갈래 - 이유리
- 사슴꽃 - 김강민
- 농담 - 정지영
- 백마 타고 온 또또 - 김지환
- 미용실 - 구지현
- 역귀 - 임승현
- 순환하는 밤 - 백종관
- 연애영화 - 황민하
- 자물쇠 따는 방법 - 김광빈
- 하루 또 하루 - 섹 알마문
- 수요기도회 - 김인선
- 오명 - 김의석
- 비정상 - 유아람
- 여름의 끝 - 임초예
- 천막 - 이란희

### 애플시네마
- 중고, 폴 - 김은영
- 여름잠 - 김수정
- 그날의 기류 - 옥진주

### 배우목격담
- 사브라 - 정대건
- 열병 - 민용근

### R-콘택트
- 맛의 기억 - 조재형
- 허들 - 박성진
- 반차 - 최진영
- 신탄진 - 최정문